# Sally Oldfield
Sally Patricia Oldfield (Dublin, 8 maart 1947) is een singer-songwriter en de oudere zus van Mike Oldfield en Terry Oldfield.

## Jeugd
Oldfield bracht haar jeugd door in Dublin en Reading, Berkshire, en sinds haar vierde levensjaar deed ze aan ballet. In haar jeugd won ze meerdere prijzen met ballet en moderne dans, en leerde ze ook piano spelen. Haar lagere school doorliep ze op de St. Joseph's Convent School in Reading, waar ze bevriend was met Marianne Faithfull. Vervolgens studeerde ze Engelse literatuur aan de Universiteit van Bristol, en wilde ze aan haar post-doctoraal beginnen, toen ze een bijna-doodervaring op het strand had, en ze daarom besloot liedjes te gaan schrijven.

## Carrière
In 1968 richtte Sally Oldfield het folk-duo The Sallyangie op, samen met haar jongere broer Mike. Hun enige album Children of the Sun werd opgenomen in augustus 1968, en de meeste nummers waren geschreven door Sally Oldfield. Dit album bevat oudere opnamen van het gitaarspel van Mike Oldfield.
Sally Oldfields solo-debuutalbum was Water Bearer, dat werd uitgebracht in 1978. In 1984 verhuisde Oldfield naar Duitsland, waar ze de rest van haar albums opnam.

## Gastoptredens
Sally Oldfield zingt in het achtergrondkoor van Mike Oldfields albums Tubular Bells , Ommadawn en Incantations. Toen Tubular Bells in 2003 opnieuw werd opgenomen, zong ze ook weer mee op Tubular Bells 2003. Daarnaast werkte ze samen met haar broer Terry aan opnamen voor zijn albums. Voor Steve Hackett zong ze in 1975 Shadow of the Hierophant op zijn album Voyage of the Acolyte.

## Discografie
Solo
- Water Bearer (1978)
- Easy (1979)
- Celebration (1980)
- Playing in the Flame (1981)
- In Concert (1982)
- Strange Day in Berlin (1983)
- Femme (1987)
- Instincts (1988)
- Night Riding (1990)
- Natasha (1990)
- The Flame (1992) as 'Natasha Oldfield'
- Three Rings (1994)
- Secret Songs (1996)
- Flaming Star (2001)
- Cantadora (2009)

met Steve Hackett
- Voyage Of The Acolyte (1975)

Met Mike Oldfield
- Tubular Bells (1973)
- Ommadawn (1975)
- Tubular Bells 2003 (2003)

- Bibliothèque nationale de France: cb140349641 (data)
- Gemeinsame Normdatei: 134476638
- International Standard Name Identifier: 0000 0000 6308 4118
- Library of Congress Control Number: n93000081
- MusicBrainz: 3b838db4-8302-4838-b9d7-921f77695287
- Nationale Bibliotheek van Tsjechië: xx0194556
- Nederlandse Thesaurus van Auteursnamen: 07076414X
- Virtual International Authority File: 2671018
- WorldCat: E39PBJtxcR9MpR738c96KPXDbd